# Çalman, Vezirköprü
Çalman là một xã thuộc huyện Vezirköprü, tỉnh Samsun, Thổ Nhĩ Kỳ. Dân số thời điểm năm 2010 là 216 người.